# Carey (Ohio)
Pour les articles homonymes, voir Carey.
Carey est un village américain situé dans le comté de Wyandot, dans l’Ohio. Selon le recensement de 2010, sa population est de 3 674 habitants.
On y trouve la basilique Notre-Dame-de-la-Consolation, une basilique mineure de l’Église catholique, aussi désignée sanctuaire national par la Conférence des évêques catholiques des États-Unis.